# Ludwin
Ludwin, Lutwin, Lidwin – imię męskie pochodzenia germańskiego nadawane w Polsce od średniowiecza i notowane w formie Lutwin (w XIII wieku). Pierwszy człon wiąże się z germ. leudi — „lud, ludzie”, stwniem. liuti — „członkowie zgromadzenia ludowego”; liut — „lud”, śrwniem. liute, stsas. liud(i) — „ludzi”, zaś drugi, -win (stwniem., stsas. wini), oznacza „przyjaciel”. Imię to można rozumieć jako „przyjaciel ludzi”.
Żeński odpowiednik: Ludwina.

## Lutwin, Ludwinimieninyobchodzi
- 29 września, jako wspomnienie św. Lutwina, biskupa Trewiru[2]

## Odpowiedniki w innych językach
- łacina: Ludvinus, Lutwinus
- język niemiecki: Leodewin, Ludwin, Liutwin